# WHO ARE U ?
「WHO ARE U ?」（フー・アー・ユー?）は、DJ RYOWの1枚目のシングルであり、DJ RYOW feat.TOKONA-X名義で発売されたシングルである。2005年3月9日発売。

## 概要
2004年11月22日に急逝したTOKONA-Xが最後にレコーディングした楽曲であり、TOKONA-Xの遺作で追悼盤とされている。M.O.S.Aのレーベル「Mobbster Record」が制作し、「FUTURE SHOCK」のインディーズ部門よりリリース予定で進行されていた作品である。
カップリング3曲にはM.O.S.A.D.のメンバーが参加している。

## 収録曲
1. WHO ARE U ?
2. "E"
3. "A"
4. "T"

## リメイク
- WHO ARE U ? 2009 / DJ RYOW feat. TOKONA-X, "E"qual, AKIRA & AK-69
- WHO ARE U ? 2011 / DJ RYOW feat. TOKONA-X, MACCHO, RYUZO & MASTA SIMON
- WHO ARE U ? 2015 / DJ RYOW feat. TOKONA-X, ANARCHY & 般若
- WHO ARE U ? 2018 / DJ RYOW feat. TOKONA-X, 紅桜 & T-PABLOW
- WHO ARE U ? 2022 / DJ RYOW feat. TOKONA-X & ¥ellow Bucks[2]